# لي هوارد (لاعب كرة قاعدة)
لي هوارد (بالإنجليزية: Lee Howard)‏ هو لاعب كرة قاعدة أمريكي، ولد في 11 نوفمبر 1923 في جزيرة ستاتن في الولايات المتحدة، وتوفي في 24 أبريل 2018.

## وصلات خارجية
- لي هوارد على موقعبيزبول رفرنس.كوم (الدوري الرئيسي) (الإنجليزية)